# Meine Stiefmutter ist ein Alien
Meine Stiefmutter ist ein Alien (Originaltitel: My Stepmother Is an Alien) ist eine US-amerikanische Filmkomödie aus dem Jahr 1988. Der Regisseur ist Richard Benjamin, das Drehbuch schrieben Herschel Weingrod, Timothy Harris und Jonathan Reynolds. Die Hauptrollen spielen Dan Aykroyd und Kim Basinger. Der Film lief am 9. März 1989 in den deutschen Kinos an.

## Handlung
Nach einem wissenschaftlichen Experiment von Dr. Steven „Steve“ Mills und seinem Assistenten, die auf der Suche nach außerirdischem Leben Funksignale in die Weiten des Weltalls schicken, wird eine auf einem entfernten Planeten angesiedelte, hoch entwickelte Zivilisation auf die Menschen aufmerksam. Sie schickt eine der ihren in Gestalt von Celeste Martin auf die Erde, um sie auszukundschaften. Celeste ist dem weiblichen Idealtyp amerikanischer Männer nachempfunden: blondes Haar, lange Beine und ein Traumkörper. In einem roten, hautengen Kleid dringt die unbedarfte, 1296 Jahre alte Außerirdische in das Haus von Ron Mills ein, Stevens Bruder, wo gerade eine Party stattfindet. Sie trifft auf den verschrobenen Steven, der seit fünf Jahren Witwer ist und alleine seine pubertierende Tochter Jessie erzieht. Von Steven, der mit Laserstrahlen experimentiert, erhofft Celeste sich tiefere Erkenntnisse über die irdische Weltraumforschung. Während der Party macht sie auf sich aufmerksam, da sie nicht mit dem menschlichen Alltagsleben auf der Erde und der dort herrschenden Etikette vertraut ist. Sie verspeist abgerauchte Zigarettenstummel, die sie für Horsd’œuvre hält, und versucht, sich auszuziehen, um die Abendkleidung zu wechseln, was Dr. Mills jedoch peinlich berührt verhindern kann. 
Um sich auf der Erde zurechtzufinden, befindet sich Celeste in Begleitung eines allwissenden Auges, das in einer schwarzen Damenhandtasche steckt, an einem langen Tentakel hängend aus der Handtasche springen kann und mit weiblicher Stimme spricht. Das Auge, das mit einem Computer-Lexikon und einem Filmarchiv verbunden ist, klärt Celeste schrittweise über Dinge und Zusammenhänge auf der Erde auf. Mithilfe der Damenhandtasche besitzt Celeste zudem übernatürliche Fähigkeiten. So lernt sie im weiteren Verlauf den für das Experiment verantwortlichen Steven näher kennen. Steven verliebt sich in Celeste und ignoriert die Warnungen seiner Tochter, die merkt, dass mit Celeste etwas nicht stimmt und sie über übernatürliche Kräfte verfügt. Celeste nimmt keine gewöhnlichen Nahrungsmittel zu sich, sondern ernährt sich von Batterien aller Art. Da sie die menschlichen Essgewohnheiten nicht kennt, serviert sie Steven, den sie mittlerweile aus strategischen Gründen geheiratet hat, und seiner verblüfften Tochter zum Frühstück große Mengen an Hamburgern, Pfannkuchen und Sandwiches sowie einen gebratenen Truthahn. Erst als sie ihre magische Handtasche einsetzt und Jessie kurzzeitig dematerialisiert, als diese panisch auf einem Fahrrad flieht und beinahe von einem Auto überfahren wird, erkennt auch Steven, dass sie ein Alien ist.
Da die Anführer der Außerirdischen, die drei weisen Herren des Ältestenrates, erkannt haben, dass die Menschheit eine Gefahr für ihre Zivilisation darstellen könnte, planen sie, die Erde zu zerstören. Steven und Celeste überzeugen den Ältestenrat allerdings, die Menschheit zu verschonen, da auf der Erde nicht nur Kriege und Zerstörung stattfinden, sondern sich dort ebenso viel Erhaltenswertes vorfinden lässt, etwa die zwischenmenschliche Liebe oder das den Geist befreiende Niesen. Ron, der von Prinzessin Stéphanie träumt, wird überredet, als Vertreter der Menschheit zum Planeten der Außerirdischen zu reisen. Die Besatzung seines Raumschiffs besteht aus attraktiven Stewardessen, die – wie Ron findet – Prinzessin Stéphanie ähnlich sehen. Deshalb fährt er mit seinem roten Rolls-Royce in das geöffnete Raumschiff und fliegt davon. Celeste möchte auf der Erde bei Steven und Jessie bleiben, soll jedoch hierfür ihre Kräfte einbüßen. Dies ist aber offensichtlich nicht der Fall, denn bei einem abendlichen Basketballspiel ihrer Stieftochter Jessie lässt sie das Mädchen hochfliegen, damit Jessie wie ihr sportliches Vorbild Magic Johnson den Ball im Korb versenken kann.

## Kritiken
Roger Ebert lobte in der Chicago Sun-Times vom 9. Dezember 1988 die komische Darstellung von Kim Basinger, aber kritisierte das Drehbuch und die Präsenz von Dan Aykroyd, dessen Spiel er jedoch als solide bezeichnete.
Jonathan Rosenbaum schrieb im Chicago Reader, den Film könnte man mögen, falls man sich Kim Basinger gleichzeitig als eine Repräsentantin einer höher entwickelten Zivilisation und eine „typische dumme Blondine“ vorstellen könnte.

## Auszeichnungen
Kim Basinger als Beste Schauspielerin sowie der Film als Bester SF-Film wurden für den Saturn Award nominiert. Alyson Hannigan und der Film wurden für den Young Artist Award nominiert.

## Trivia
Alyson Hannigans Filmcharakter Jessie hat ihr erstes Date mit einem Jungen, der von Seth Green gespielt wird. Einige Jahre später spielten Alyson Hannigan und Seth Green in der Serie Buffy – Im Bann der Dämonen ein Liebespaar.
In der Szene, in der Dr. Steven Mills und die Außerirdische Celeste nachts die riesige Parabolantenne besichtigen und sich küssen, sieht sich Celeste, um zu erfahren, was ein Kuss ist, heimlich im Hintergrund neben Filmaufnahmen von Marilyn Monroe und einem Ausschnitt aus dem Spielfilm Casablanca auch bewegte Bilder eines sozialistischen Bruderkusses zwischen zwei männlichen Politikern an. Wenn sich Celeste ins Badezimmer begibt, schlägt sie eine Ausgabe des amerikanischen Erotikmagazins Hustler auf, um sich über das für sie unbekannte Thema Sex zu informieren. Der Hustler geht auf den Gründer und Verleger Larry Flynt zurück, dessen Markenzeichen ein goldener Rollstuhl war und dessen Leben 1996 als Larry Flynt – Die nackte Wahrheit verfilmt wurde.
Im englischsprachigen Original spricht Schauspielerin Ann Prentiss (1939–2010) die Stimme des allwissenden Auges aus der Damenhandtasche. Im wirklichen Leben geriet Ann Prentiss 1996 mit dem Gesetz in Konflikt, weshalb die Darstellerin zu einer mehrjährigen Haftstrafe verurteilt wurde.